# Mona Lizak
Mona Lizak, właśc. Adrian Kraweć (ur. 30 września 1991 we Wrocławiu) – polski piosenkarz, raper, kompozytor, autor tekstów oraz drag queen.

## Życiorys
Swoją karierę rozpoczął w 2020 roku, wydając polską wersję świątecznego utworu „Santa Baby”, który był jednocześnie pierwszym muzycznym przedsięwzięciem artysty. Wiosną 2021 roku wydał swój debiutancki singiel „Maski”, którego premiera odbyła się na deskach krakowskiego Teatru Barakah. Tam też współtworzył „Nową Rewię”. Kolejny numer polskiej drag queen – „Bozia” został doceniony przez radio ZET, które okrzyknęło artystkę „polską Conchitą Wurst”. Premiera odbyła się w popularnym programie „Jej Perfekcyjność zaprasza na drinka”. Był to również jeden z pierwszych singli wydanych przez drag queen, a granych w krajowym radio. W tym samym czasie udzieliła wywiadu portalowi Queer.pl, w którym ogłosiła rozpoczęcie prac nad swoim debiutanckim albumem.
Drag queen będąc częścią kolektywu Lale w Szale, prowadziła wówczas audycję radiową „Queer This POP” w Radio LUZ, w której gościła m.in. Madoxa, czy Jej Perfekcyjność. W 2022 roku, podczas Trójmiejskiego Marszu Równości, zaprezentowała publiczności numer „RTV albo AGD”. Wtedy też została zaproszona przez organizację European Youth do udziału w anglojęzycznym podcaście „Let’s Queer Some Things Up”. Jesienią wydała pierwszą autorską piosenkę świąteczną stworzoną przez drag queen w Polsce – „Szopkę” z gościnnym udziałem znanych z TikToka – Amby Fatimy i Vipery oraz Salvadora. W grudniu stała się twarzą kampanii DQ+ Stowarzyszenia Pozytywni w Tęczy, mającej na celu edukację w zakresie profilaktyki HIV i AIDS, podczas której wydała kolejny singiel „Nie Mogę Wstać”, oraz kampanii „Stand Up” organizowanej przez Centrum Praw Kobiet, organizację Right To Be oraz markę L’Oreal.
W 2022 roku była jedną z najczęściej występujących drag queens, dając prawie 40 występów w całym kraju. W lutym 2023 roku wydała apokaliptyczny numer „Bo Człowiek” opowiadający o końcu naszej planety. Produkcją teledysku kręconego w 5 polskich miastach zajął się sztab ludzi bezpośrednio związanych z autorami kultowego klipu Madonny do „Frozen”. 20 maja wydała swój debiutancki album „Maski”, dostępny na wszystkich platformach streamingowych oraz w limitowanej wersji fizycznej. Krążek został wydany pod matronatem medialnym Magazynu Replika. Trzy dni po jego premierze ukazał się reportaż o artystce w Gazecie Wyborczej. Była również jedną z bohaterek pride'owego wydania Repliki.
Pod koniec września 2023 roku wyruszyła w pierwszą dragową trasę koncertową w Polsce promującą autorski materiał muzyczny, odwiedzając Wrocław, Gdańsk, Łódź, Poznań, Warszawę, Szczecin, Kraków, Katowice i Lublin, kończąc serię 12 koncertów w czerwcu 2024.
31 października tego samego roku wydała drugi album – „Remedium” – wraz z Viperą i Ambą Fatimą, który współprodukowała z norweskim producentem Peterem Kveldem. Krążek składa się z 8 premierowych numerów.
15 marca 2024 roku Mona wystąpiła z autorskimi utworami „RTV albo AGD” oraz „Hajsu” w półfinale 44. Przeglądu Piosenki Aktorskiej we Wrocławiu. Dzień później odbyła się emisja 3 odcinka 15 sezonu programu Mam talent!, w którym Mona wystąpiła razem z Ambą Fatimą i Viperą, wykonując cover piosenki Jessie Ware – „Hot and Heavy”. Zespół usłyszał 3 razy „Tak”, a cover w wersji studyjnej został wydany jako singiel. 
W październiku 2024 z okazji Halloween wydała pierwszy singiel ze swojego drugiego solowego albumu „A Fukken Freakshow”
W grudniu 2024 roku Mona ogłosiła swoje zgłoszenie do preselekcji 69 Konkursu Piosenki Eurowizji z utworem ”No Gods”, który był jednocześnie kolaboracją z Ambą Fatimą i Viperą.. W tym samym miesiącu wydała także kolejny autorski, świąteczny numer „Rózga i Susz”. 
Mona Lizak związana jest z wieloma klubami i organizacjami w całej Polsce, a także z Radiem LUZ i krakowskim Teatrem Barakah. Jak dotąd poprowadziła kilkadziesiąt Marszów Równości w Gdańsku, Warszawie, Szczecinie, Opolu, Gorzowie Wielkopolskim, Krośnie, Kielcach, Świdnicy i we Wrocławiu.  
Jest absolwentem Zespołu Szkół nr. 6 im. Agnieszki Osieckiej we Wrocławiu, gdzie ukończył klasę o profilu teatralnym, rozpoczynając swoją przygodę ze sceną. Ukończył biologię na Uniwersytecie Wrocławskim. Z zawodu jest fizjoterapeutą zwierząt.

## Dyskografia
Albumy studyjne
- Maski (2023)
- Remedium (2023)

EPki
- Bozia Remixed (2022)
- Bo Człowiek (2023)
- Bum Bum (Pride Edition) (2023)

Single
- Santa Baby (2020)
- Erotyk (2021)
- Maski (2021)
- Bozia (2021)
- RTV albo AGD ft. BaVi (2022)
- Szopka ft. Amba Fatima, Vipera, Salvador (2022)
- Nie Mogę Wstać ft. Aquarius (2022)
- Bo Człowiek (2023)
- Bum Bum (2023)
- Nudzę Się (2023)
- Hot and Heavy (2024)
- A Fukken Freakshow (2024)
- Rózga i Susz ft. Amba Fatima & Vipera (2024)
- No Gods ft. Amba Fatima & Vipera (2025)
- Sexence (2025)

## Maski – debiutancki album
Debiutancki album „Maski” raperki trwa 01:08:28 i składa się z 17 utworów. Premiera albumu na platformach streamingowych oraz w limitowanej wersji fizycznej odbyła się 20 maja 2023 roku. Krążek powstał przy współpracy z wytwórnią Unisex Records.
| #   | Tytuł                                                                                             | Czas |
| --- | ------------------------------------------------------------------------------------------------- | ---- |
| 1.  | „RTV albo AGD” ft. BaVi Autor: Mona Lizak, BaVi Drag Queen Producent: Dambe                       | 3:18 |
| 2.  | „Hajsu” ft. Amba Fatima, Vipera Autor: Mona Lizak, Amba Fatima, Vipera, Salvador Producent: Dambe | 3:39 |
| 3.  | „Błyszczyk” ft. Lelita Petit Autor: Mona Lizak, Lelita Petit, Barb_1989 Producent: Premier Arena  | 3:38 |
| 4.  | „Modliszka” Autor: Mona Lizak, Salvador Producent: Dambe                                          | 3:46 |
| 5.  | „Dickpic” ft. Patryk Janiak Autor: Mona Lizak, Patryk Janiak Producent: Klein Beats               | 3:33 |
| 6.  | „Bum Bum” Autor: Mona Lizak, Salvador, Amba Fatima Producent: Premier Arena                       | 3:59 |
| 7.  | „Mami Monini” Autor: Mona Lizak Producent: Peter Kveld                                            | 3:37 |
| 8.  | „Dance Alone” ft. Madox Autor: Mona Lizak, Madox Producent: Peter Kveld                           | 3:19 |
| 9.  | „Tylko Raz” Autor: Mona Lizak, Aleksandra Orzechowska Producent: DziaraONK                        | 3:55 |
| 10. | „Maski” Autor: Mona Lizak Producent: Premier Arena                                                | 4:32 |
| 11. | „Nie Mogę Wstać” ft. Aquarius Autor: Mona Lizak, Aquarius Producent: Abudhabi Traphaus            | 4:14 |
| 12. | „Bozia” Autor: Mona Lizak Producent: S.Z.O.T.                                                     | 4:39 |
| 13. | „Bo Człowiek” Autor: Mona Lizak, Salvador Producent: Dambe                                        | 5:46 |
| 14. | „500 Złoty” Autor: Mona Lizak Producent: Enwugie, Mona Lizak                                      | 3:46 |
| 15. | „Monsters” Autor: Mona Lizak Producent: Peter Kveld                                               | 4:14 |
| 16. | „Dziękuję Ci Kochanie” Autor: Mona Lizak Producent: MAPO                                          | 3:47 |
| 17. | „Nie Mam Czasu” Autor: Mona Lizak Producent: yfy                                                  | 4:46 |

## Remedium
Drugi album raperki, wydany 31 października 2023 roku powstał przy współpracy z dwiema innymi drag queens – Ambą Fatimą oraz Viperą, współprodukowany z Peterem Kveldem. Krążek powstał przy współpracy z wytwórnią Unisex Records
| #  | Tytuł                                                                | Czas |
| -- | -------------------------------------------------------------------- | ---- |
| 1. | „Super” Autor: Vipera, Mona Lizak Producent: Peter Kveld, Mona Lizak | 3:20 |
| 2. | „Move Bitch” Autor: Mona Lizak Producent: Peter Kveld                | 3:36 |
| 3. | „Kiedy Chcę” Autor: Amba Fatima Producent:Peter Kveld, Mona Lizak    | 2:39 |
| 4. | „BDSM” Autor: Mona Lizak, Producent: Peter Kveld                     | 4:15 |
| 5. | „Remedium” Autor: Amba Fatima, Producent: Peter Kveld, Mona Lizak    | 3:06 |
| 6. | „Nudzę Się” Autor: Mona Lizak, Producent: Peter Kveld                | 3:04 |
| 7. | „Wprdl” Autor: Mona Lizak Producent: Peter Kveld                     | 1:21 |
| 8. | „Klik” Autor: Vipera, Madox Producent: Peter Kveld, Mona Lizak       | 2:24 |